# Bart Cooreman
Bart Cooreman is een Vlaams scenarioschrijver. Hij studeerde boekhouden en fiscaliteit in Mechelen.

## Carrière
Cooreman schreef scenario's voor de volgende reeksen en films:
- 1997-1998, 2009-: Thuis
- 1997-2005: Verschoten & Zoon
- 2008-2009: LouisLouise
- 1996-2011: F.C. De Kampioenen
- 2013: F.C. De Kampioenen: Kampioen zijn blijft plezant
- 2015: F.C. De Kampioenen 2: Jubilee General
- 2017: F.C. De Kampioenen 3: Forever
- 2019: F.C. De Kampioenen 4: Viva Boma!

Hij was eveneens enige tijd script-editor voor F.C. De Kampioenen.